# Dendrobium copelandianum
Dendrobium copelandianum är en orkidéart som beskrevs av Ferdinand von Mueller och Friedrich Fritz Wilhelm Ludwig Kraenzlin. Dendrobium copelandianum ingår i släktet Dendrobium, och familjen orkidéer. Inga underarter finns listade i Catalogue of Life.